# Giv'at Ešmar
Giv'at Ešmar (hebrejsky: גבעת אשמר) je vrch o nadmořské výšce cca 180 metrů v severním Izraeli.
Leží ve východní části vysočiny Ramat Menaše, nedaleko od okraje zemědělsky využívaného Jizre'elského údolí, cca 13 kilometrů západně od města Afula a necelý 1 kilometr severozápadně od vesnice Midrach Oz. Má podobu nevýrazného návrší s převážně odlesněnými svahy, které je ale obklopeno lesnatou krajinou. Na jižní straně terén klesá do údolí vádí Nachal Midrach. Na západ odtud se zvedá hora Giv'at Ka'at, na východ odtud je to pahorek Tel Bar.